# Conjux
Conjux település Franciaországban, Savoie megyében. Lakosainak száma 216 fő (2022. január 1.). Conjux Chanaz, Chindrieux és Saint-Pierre-de-Curtille községekkel határos.

## Népesség
A település népességének változása:
| Lakosok száma | 192  | 202  | 201  | 204  | 207  | 210  | 212  | 216  |
|               | 2013 | 2015 | 2017 | 2018 | 2019 | 2020 | 2021 | 2022 |